# Mohélidwergooruil
De mohélidwergooruil (Otus moheliensis) is een vogelsoort uit de familie van de strigidae (uilen). Het is een ernstig bedreigde, endemische vogelsoort op het eiland Mohéli, een deelstaat van de Comoren.

## Kenmerken
Deze dwergooruil is 20 tot 22 cm lang. Er bestaan twee kleurvariëteiten, een roodbruine tot bijna oranje vorm met betrekkelijk weinig streping en een bruine vorm die zeer donker is met vlekken en streepjes in het verenkleed.

## Verspreiding en leefgebied
Deze soort is endemisch op het eiland Mohéli (Comoren). Deze dwergooruil werd pas in 1998 als nieuwe soort beschreven. Het leefgebied bestaat uit ongerept, dicht en vochtig bos waarvan de laatste resten zich bevinden rond de hoogste berg (790 m) midden op het eiland. De soort komt ook wel voor in aangeplant bos, maar onduidelijk is of hij zich daar ook kan voortplanten.

## Status
De mohélidwergooruil heeft een zeer klein verspreidingsgebied en daardoor is de kans op uitsterven aanwezig. De grootte van de populatie werd in 2016 door BirdLife International geschat op 260 volwassen individuen en de populatie-aantallen nemen af. In 1995 bestond er nog maar 5% van het oorspronkelijke bos. Het eiland is grotendeels ontbost om plaats te maken voor landbouw om de eigen bevolking te voeden. Om deze redenen staat deze soort als bedreigd op de Rode Lijst van de IUCN.